# Пономарёв, Анатолий Андреевич
Анатолий Андреевич Пономарёв (1932—1995) — советский моряк, капитан дальнего плавания.
Первый капитан, осваивавший средний и крупный промысловый флот в колхозной системе Камчатки.

## Биография
Родился 10 июля 1932 года в с. Елисеевича Смоленской области.
По образованию — техник-судоводитель, стал капитаном дальнего плавания.
На Камчатку приехал в 1961 году. В рыболовецком колхозе имени В. И. Ленина работал с 18 мая 1961 годдо конца 1990 года. Был капитаном, осваивая первые колхозные промысловые суда СРТР-400 «Керчь» и БМРТ «Сероглазка». Отличался трудолюбием, в совершенстве владел техникой добычи рыбы, считался мастером высоких уловов.
Умер А. А. Пономарев в г. Темрюке 22 октября 1995 года.

### Интересный факт
В 1980 году экипаж БМРТ «Технолог» под руководством А. А. Пономарёва, выловив 26937 тонн рыбы, установил и поныне никем не побитый мировой рекорд.

## Награды
- Анатолий Андреевич был награждён орденами Ленина и Трудового Красного Знамени, а также медалями.
- Ему было присвоено звание «Заслуженный работник рыбного хозяйства РСФСР».

## Память
- Имя Пономарева в настоящее время носит один из больших траулеров рыбодобывающей компании "Океанрыбфлот"(когда-то принадлежавший «Новороссийскрыбпрому» БАТМ «Генерал Пушкин» 1986 года постройки).[4]
- В 1999 году, когда исполнилось 70 лет крупнейшему в России рыболовецкому колхозу имени В. И. Ленина (Камчатка), Дальневосточная рыбацкая студия посвятила этому событию два своих новых фильма — «Рыбацкая Сероглазка» и «Капитан Анатолий Пономарев».[5]